# Willy Silberstein
Vilhelm Mikael Willy Silberstein, född 2 mars 1954 i Hedvigs församling i Norrköping, är en svensk journalist och moderator. Silberstein arbetade mellan 1987 och 2009 på Sveriges Radio P1. Under ett år, 2009–2010, arbetade han på byrån Kreab GavinAnderson. År 2010 bildade han aktiebolaget Willy Silberstein AB för vilket han arbetar med moderatorsuppdrag och medieträning. Innan han började på Sveriges Radio arbetade han på Svenska Dagbladet i tio år. Mellan mars 1994 och juni 1996 var han politisk reporter och samhällschef på Expressen. Under tre år arbetade Silberstein som intervjuare för Dagens Industris TV-kanal Di TV samtidigt som han frilansade för en rad tidskrifter och tidningar.
Han har tjänstgjort fyra år som Sveriges Radios (SR:s) utrikeskorrespondent i Bryssel och var under två år utrikeschef vid Dagens Ekos nyhetsredaktion. Sin senaste anställning på SR hade han som inrikespolitisk kommentator och inrikeschef på Ekot samt som vikarierande utrikeskorrespondent i Bryssel.
Willy Silberstein slutade på SR:s Ekot sommaren 2009 och blev seniorkonsult på Kreab GavinAnderson, där han arbetade med omvärldsanalys och mediebevakning. 
Från hösten 2010 arbetar han som egen företagare inom medieträning och moderatoruppdrag.
Willy Silberstein var ordförande för Svenska kommittén mot antisemitism mellan åren 2009 till 2016.
Han är bror till journalisten Margit Silberstein.